# Biton subulatus
Biton subulatus är en spindeldjursart som först beskrevs av William Frederick Purcell 1899.  Biton subulatus ingår i släktet Biton och familjen Daesiidae. Inga underarter finns listade.